# Жилой дом НИИ-39
Жилой дом НИИ-39 (также «Дом под строкой», Красный проспект № 30) — жилой дом в стиле классицизма, расположенный в Центральном районе Новосибирска на углу Красного проспекта и Октябрьской магистрали. Построен в 1950-е годы. Архитектор — Г. Ф. Кравцов.

## История
Существует предположение, что в 1930-е годы на месте Жилого дома НИИ-39 располагался ресторан и валютный магазин «Инснаб».
Здание было построено в 1950-е годы по проекту архитектора Г. Ф. Кравцова. В доме находились общежитие и квартиры работников секретного Института измерительных приборов (НИИ-39).
В 1959 году в здании открылся самый большой на тот период в Сибирском регионе продуктовый магазин, который существовал практически полвека. В нём было 5 торговых залов общей площадью 1630 м².
В 1971 году на крыше здания было установлено электронное табло с бегущей строкой, по которому передавались городские новости. Его длина достигала 28 м, высота — 2 м.

## Описание
Здание V-образной формы выходит на красные линии Октябрьской магистрали и Красного проспекта. Длина части здания, расположенного вдоль Красного проспекта — 75 м, вдоль Октябрьской магистрали — 60 м, длина центральной части составляет 34 м.
С юго-восточной стороны «Дом под строкой» примыкает торцом к 7-этажному дому, с южной стороны — к жилищному комплексу «Динамо» (Красный проспект, 28).
Дом характеризуется разновысотностью: центральная часть состоит из 9 этажей, части здания по красным линиям Красного проспекта и Октябрьской магистрали имеют по 7 этажей.
Уличные фасады охристо-кремового цвета.

## Известные жители
- Иван Васильевич Титков — советский и российский живописец, график, народный художник РСФСР[4].